# Gare de Tata
La gare de Tata (en hongrois : Tata vasútállomás) est une halte ferroviaire hongroise, située à Tata.